# Маний Лаберий Максим
Маний Лаберий Максим (на латински: Manius Laberius Maximus) е римски политик и сенатор.
Син е на управителя на Египет и преториански префект през 80 – 84 г. Луций Лаберий Максим (Lucius Laberius Maximus).
През 89 г. Лаберий става суфектконсул. От 100/101 до 101/102 г. е легат на провинция Долна Мизия. Под командването на Лаберий стои войската, която в Ппървата дакийска война при Диерна (в Румъния) прекосява Дунав и марширува към Тибискум.
Робът на Лаберий, Калидром, попада в плен при сарматите през 101/102 г. и е даден като подарък от краля на Дакия Децебал на краля на Партско царство Пакорос II. Лаберий взема в плен през 102 г. сестрата на Децебал. Затова получава най-голяма награда и става през 103 г., заедно с Траян, за втори път консул.
Около 113 г., Лаберий е в конфликт с Траян или със сенатор Луций Лициний Сура и е заточен на един остров. Макар че преторианският префект Публий Ацилий Атиан иска неговата смърт, император Адриан го оставя жив.
Лаберий е баща на Лаберия Хостилия Криспина, която се омъжва за Гай Брутий Презенс и става баба на бъдещата императрица Брутия Криспина, съпруга на император Комод.